# Great Western Railway
A Great Western Railway (GWR) foi uma empresa de ferrovia britânica e um notável exemplo de engenharia civil, ligando a cidade de Londres com West Country, Sudoeste da Inglaterra e Sul de Gales. Também ligava o norte do País de Gales a Londres. Ela foi fundada em 1833, manteve a sua identidade através de um agrupamento até 1923, antes de ser comprada pela Western Region of British Railways em 1948.
Conhecida para alguns como "God's Wonderful Railway", e para outros como o "Great Way Round" (algumas de suas primeiras rotas não foram os mais diretos), que ganhou grande fama como o "Linha de Férias", tendo grande número de pessoas para resorts no sudoeste.